# Михайловка (Днестровский район)
Михайловка (укр. Михайлівка) — село в Левинецкой сельской общине Днестровского района Черновицкой области Украины.
Население по переписи 2001 года составляло 568 человек.
Расположена недалеко от границ респ. Молдовы и Румынии, до поселка Кельменцы 24 км.
До 2020 года село входило в Кельменецкий район
- Церковь Св. Арх. Михаила 1908 с. Михайловка
- Сельский совет
- Советский памятник
- Церковь Св. Арх. Михаила 1908 с. Михайловка

## Знаменитые сельчане
Родина Василия Викторовича Лучика (20 октября 1954 — 11 августа 2019) — украинский языковед, этимолог, доктор филологических наук, профессор, заслуженный деятель науки и техники Украины, заведующий кафедрой общего и славянского языкознания национального университета «Киево-Могилянская академия», ведущий научный сотрудник Института языкознания им. А. А. Потебни НАН Украины.